# CBC Radio
Pour les articles homonymes, voir CBC.
CBC Radio est la division radio de la Canadian Broadcasting Corporation. Cette division exploite plusieurs réseaux de radio desservant en anglais différentes auditoires et types de programmes.

## Historique
En 2005, dans les locaux de CBC Radio, une grève affecte l'ensemble de ses 5 500 employés. 

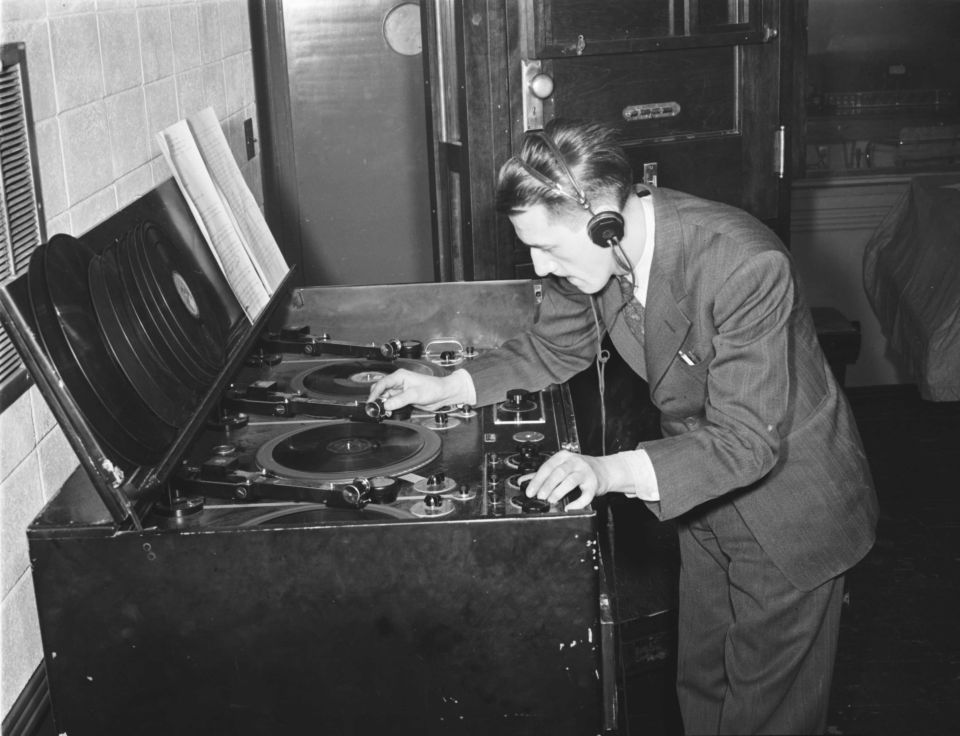
Le technicien à la programmation musicale de la station CBC (Radio-Canada) à Montréal, faisant tourner un microsillon sur l'une des tables tournantes du studio de son.

## Programmes

### CBC Radio One
CBC Radio One est une chaîne anglaise de la Société Radio-Canada. La radiodiffusion consiste en radiojournals, émissions d'information, et émissions culturelles, scientifiques ou de divertissement.

### CBC Music
CBC Music est un réseau de langue anglaise spécialisé en radiodiffusion de musique. Sa diffusion est nationale (à travers des stations régionales). En 2009 le réseau attirait 2,1 millions d'auditeurs par semaine, en faisant le 2e plus grand réseau radiophonique au Canada.

Logo de CBC Music

Lancé en 1946, ce réseau diffusé en modulation de fréquence (FM) n'a pas de programmation propre jusqu'en 1960 puisqu'il est utilisé pour la diffusion simultanée du réseau principal de CBC. Une programmation propre est lancée en 1962 avant d'être suspendue pour deux ans et de reprendre en 1964 jusqu'en 1975.
Le 3 novembre 1975, le réseau FM de CBC prend le nom CBC Stereo pour le distinguer plus facilement du réseau principal.
Au milieu des années 1990, CBC propose une sélection de programmes de CBC Stereo sur Internet notamment RealTime (en).
En 1997, CBC Stereo devient CBC Radio Two. La programmation de l'époque se concentre sur les arts et la culture avec une large part de la programmation dédiée à l'opéra, la musique classique, au jazz et au théâtre. Des variétés canadiennes et du rock indépendant sont également présentés à l'antenne le samedi soir lorsque CBC Radio Two reprenenait la programmation de CBC Radio 3 en diffusion simultanée.
En 2007 CBC Radio Two devient CBC Radio 2. C'est désormais un réseau qui diffuse de la musique, comparable à ICI Musique de Radio-Canada.
Le 6 février 2018, CBC Radio 2 devient CBC Music pour aligner le nom de la radio avec celui de la plateforme en ligne exploitée par CBC.